# Symbioza

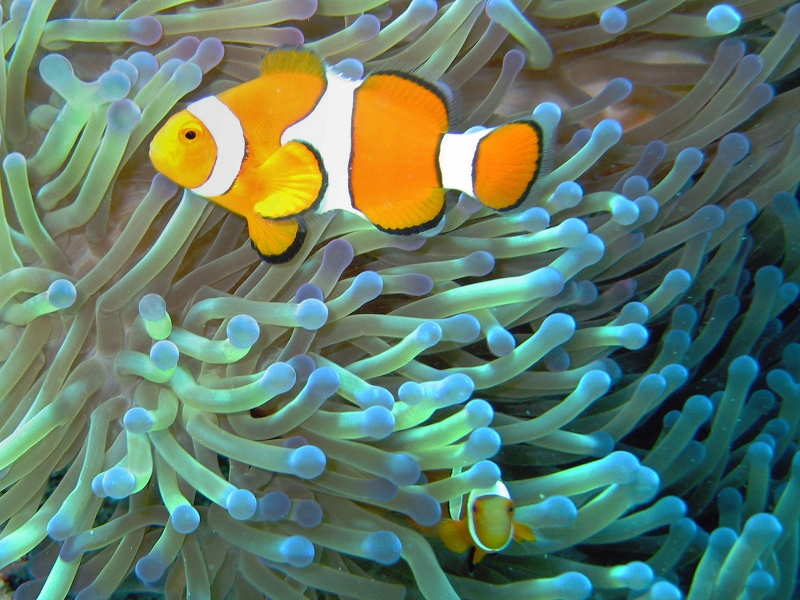
Amfiprion okoniowy (Amphiprion ocellaris) w symbiozie z ukwiałem

Symbioza (łac. z gr. sym- 'współ-' i gr. bíos ‘życie’) – zjawisko ścisłego współżycia przynajmniej dwóch gatunków organizmów, które przynosi korzyść każdej ze stron (mutualizm) lub jednej, a drugiej nie szkodzi (komensalizm). Jednak często trudno ustalić dokładny bilans strat i zysków współżyjących organizmów. Pojęcie symbiozy zostało ukute przez Alberta Franka w 1877 roku (Anton de Bary, często wymieniany jako jego twórca, użył tego słowa rok później). W klasycznej teorii symbiozy, zaproponowanej przez Antona de Bary’ego, zawiera się także pasożytnictwo. Jest to uzasadnione m.in. dlatego, że w niektórych układach charakter współżycia może zmieniać się w czasie i jeden z symbiontów (organizmów żyjących ze sobą w symbiozie) może w pewnych okresach czerpać więcej korzyści, stając się pasożytem i doprowadzając do upośledzenia lub śmierci drugiego symbionta.
Do symbiozy zalicza się również często protokooperację i wtedy wyróżnia się:
- mutualizm – symbioza obligatoryjna, związek ścisły i konieczny
- protokooperacja – symbioza fakultatywna, związek luźniejszy i niekonieczny, może być okresowy.

Powszechnie spotykanym rodzajem symbiozy jest mykoryza – współżycie korzeni roślin i grzybów, gdzie grzyb wspomaga pobieranie wody i soli mineralnych stanowiąc „przedłużenie” systemu korzeniowego rośliny, a sam pobiera substancje odżywcze z korzenia powstające w drodze fotosyntezy. Innym przykładem jest symbioza bakterii jelitowych i ich gospodarzy, bakterii wiążących azot atmosferyczny i niektórych roślin (bobowate, azolla).
Szczególnym przykładem symbiozy jest endosymbioza, tj. stan, w którym jeden z symbiontów żyje w ciele drugiego (gospodarza). Ektosymbiont, czyli symbiont zewnętrzny, to symbiont związany z koloniami gospodarzy co najmniej podczas części swojego cyklu życiowego, jednakże niebędący pasożytem wewnętrznym.

## Przykłady
- Ukwiał oraz pustelnik
Odwłok pustelnika jest miękki i pozbawiony pancerza, dlatego wyszukuje on pustą muszlę ślimaka i chowa w niej odwłok. Na tej muszli osadza się ukwiał. Pustelnik, poruszając się, przenosi ukwiała z miejsca na miejsce. Dzięki temu ukwiał ma większą możliwość zdobycia pokarmu, natomiast pustelnikowi zapewnia ochronę przed wrogami.
- Bakterie które trawią celulozę u przeżuwaczy (krowa).
- Współżycie dwóch lub większej liczby gatunków, w którym obie strony czerpią korzyści nie szkodząc drugiej. W symbiozie mogą być związki pokarmowe i przestrzenne (synoekia, komensalizm, mutualizm). Zob. też: ektosymbioza, endosymbioza, aposymbioza[4].
- Ścisłe związki pomiędzy dwoma różnymi gatunkami utrwalone na drodze ewolucji[5].
- Najściślejszy związek mutualistyczny, w którym osobniki są od siebie uzależnione przez całe życie lub przynajmniej przez jego większość[6].